# Церква святих Мартина і Себастьяна
Церква святих Мартина і Себастьяна (нім. Chiesa dei Santi Martino e Sebastiano degli Svizzeri) — католицький храм (ораторій) у Ватикані. Названа на честь святих мучеників Мартина і Себастьяна. Збудована 1568 року за наказом римського папи Пія V, у ренесансному стилі, як приватна каплиця для папської швейцарської гвардії. Інтер'єр перебудований у 1727 — 1728 роках. Вважається національною церквою Швейцарії в Римі.